# Weerwolven van Wakkerdam
De Weerwolven van Wakkerdam is een kaartspel van Franse oorsprong voor 8 tot 18 spelers. Deze worden ingedeeld in twee groepen: de burgers en een kleinere groep weerwolven. Het spel wordt geleid door een neutrale spelleider en verloopt in een opeenvolging van dagen en nachten: 's nachts eten de weerwolven een onschuldige burger op, overdag zoeken de inwoners van het dorp (samen met de weerwolven) wraak en wordt een van hen op de brandstapel gegooid. De burgers proberen alle weerwolven uit het dorp te vermoorden, omgekeerd willen de weerwolven alle burgers opeten.
Het spel is ontworpen door Philippe des Pallières en Hervé Marly en geïllustreerd door Alexios Tjoyas. Het gezelschapsspel werd in 2001 uitgebracht door Lui-même (verspreid door Asmodée Éditions) onder de Franse naam "Les loups-garous de Thiercelieux". Het is een van de vele varianten op het bekende Mafia, een van oorsprong Russisch spel. In 2003 werd het op de Nederlandse markt uitgebracht door 999 Games.

## Spelverloop

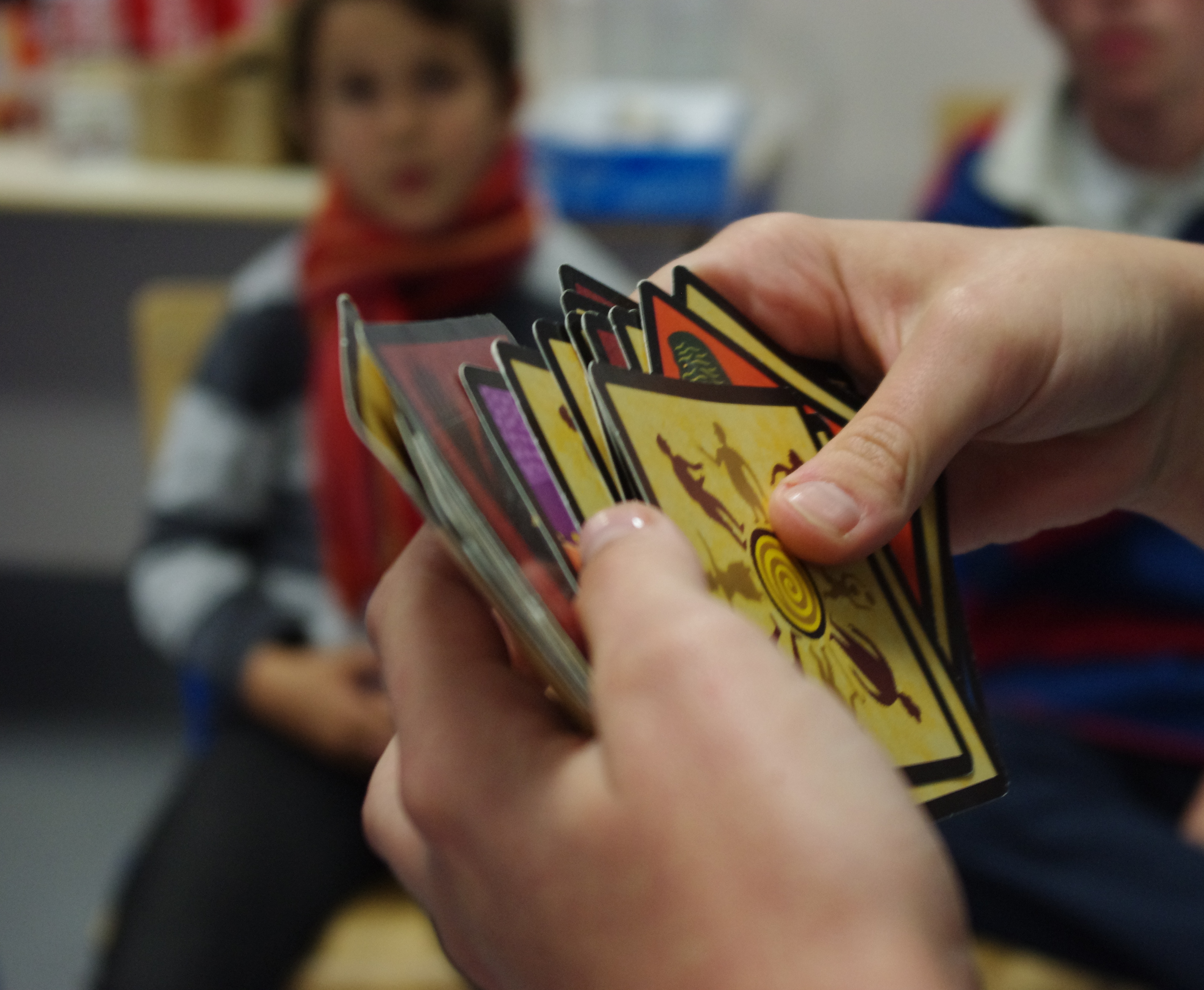
Elke speler krijgt aan het begin van het spel een kaart met zijn rol erop

Elke speler krijgt een kaart waarop zijn rol staat en houdt deze geheim. Hierdoor wordt hij ingedeeld in de groep weerwolven of burgers. Sommige burgers, zoals de heks, het onschuldige meisje, Cupido, of de jager, hebben speciale krachten.
Elke ronde doen de spelers hun ogen dicht, waardoor het nacht wordt. Vervolgens vraagt de spelleider de zieneres om zijn/haar ogen te openen en een persoon aan te wijzen wiens kaart hij/zij wil inzien. De spelleider loopt rond en schuift met wat kaarten, zodat niemand weet wie er echt gezien is en laat de kaart zien aan de zieneres.
De zieneres sluit weer zijn/haar ogen en de spelleider vertelt dat de weerwolven nu hun ogen mogen openen. Zij kijken elkaar aan en in stilte wijzen ze een slachtoffer aan dat zij willen verslinden. Het onschuldige meisje mag nu ook haar ogen een fractie opendoen om mogelijk te zien wie de weerwolven zijn. Opnieuw doet de spelleider bij een paar mensen alsof hun kaartje wordt omgedraaid. De spelleider draait het kaartje van het echte slachtoffer om. De weerwolven sluiten de ogen.
Nu laat de spelleider de heks ontwaken en laat aan de heks zien wie er deze avond zal sterven door de weerwolven. De heks heeft nu de mogelijkheid om haar levensdrankje wel of niet te gebruiken om het slachtoffer te redden. Hierna kan de heks nog besluiten om haar giftig drankje te gebruiken om een andere speler te doden.
Hierna sluit de heks weer haar ogen en vertelt de spelleider dat het weer dag is en opent iedereen de ogen. Het slachtoffer is bekend. Vervolgens is het aan de spelers om te bepalen wie zij denken dat een weerwolf onder hen is, om hem vervolgens weg te stemmen en 'op de brandstapel te gooien'. Iedereen beweert overdag natuurlijk van zichzelf dat hij/zij een burger is.
Als de spelers – door te stemmen – hebben besloten wie zij denken dat een weerwolf is, wordt hij of zij op de brandstapel gegooid; de desbetreffende speler draait zijn/haar kaart om en laat zien of hij/zij een burger of weerwolf is.
De weerwolven moeten dus alle burgers zien te verslinden zonder ontdekt te worden. De geliefden die door Cupido aangeduid worden moeten het spel samen uitspelen (ongeacht of zij burger of weerwolf zijn), want als er één sterft, sterft de ander ook uit liefdesverdriet. Dit kan in het uiterste geval ertoe leiden dat de geliefden een derde groep binnen de spelersgroep zijn: als de geliefden een zogenaamd gemengd koppel zijn, één weerwolf en één burger, zullen de geliefden alle andere spelers moeten uitschakelen om te winnen.

## Rollen
Dit zijn de rollen die je kunt spelen. 
Buiten de spelrollen is er nog een spelleider. Hij of zij neemt niet deel aan het spel, maar vertelt wat er gebeurt, tikt de geliefden op hun hoofd dat ze elkaar mogen aankijken, weet wie er gedood wordt en licht de heks daarover in.

### Basisspel
WeerwolvenAls de weerwolven wakker worden mogen ze samen (of alleen) beslissen wie ze als avondmaal gaan eten. Die persoon is dan dood.
BurgersZij mogen 's nachts niets doen. Overdag helpen zij met het stemmen op een weerwolf. Stemmen de burgers verkeerd, dan sterft een onschuldige.
ZienerDe ziener mag 's nachts als eerste een kaart inzien van een speler. De ziener kan zich 'ontmaskeren' als hij een weerwolf heeft gezien. Daarvoor nog niet, want dan wordt hij waarschijnlijk verslonden door de weerwolven.
HeksDe heks heeft twee drankjes: een levenselixer en een dodelijk gif. Zij kan elke nacht kiezen om één drankje te gebruiken, beide drankjes te gebruiken of niets te doen. Met het levenselixer kan ze iemand die gedood is door de weerwolven terug tot leven brengen. Met het dodelijk vergif kan ze boven op de dode van de weerwolven nog een slachtoffer maken. De heks kan de drankjes ook op zichzelf gebruiken, maar beide drankjes kunnen slechts eenmaal gebruikt worden. Ze mogen ook niet op dezelfde persoon worden gebruikt. (Als men de heks te machtig vindt, kan er ook een drankje weggelaten worden)
JagerAls de jager sterft, reikt hij uit naar zijn jachtgeweer en kan in een laatste wanhoopsdaad nog een schot aflossen en iemand naar keuze mee vermoorden. Dit kan 's morgens zijn als hij ontdekt dat hij gestorven is, maar ook wanneer de burgers besluiten hem te verbranden.
CupidoCupido schiet zijn beroemde liefdespijlen op twee mensen gedurende de eerste nacht (na de eerste nacht wordt hij burger). Deze twee mensen zullen elkaar kennen en hebben een alternatief doel in het spel, namelijk samen het spel overleven (ook als een van de twee geliefden weerwolf is). Zij moeten elkaar dus zo veel mogelijk verdedigen. Indien de ene geliefde sterft dan sterft de ander van liefdesverdriet.
Het Onschuldige meisjeZij mag tussen haar vingers door kijken als de weerwolven iemand vermoorden (hierom wordt deze rol soms ook aangeduid als "het spiekende meisje" of "het kijkende meisje"). Alle deelnemers moeten dus hun handen voor hun ogen houden. Dit moet natuurlijk zo heimelijk mogelijk zijn, want als de weerwolven het merken, kunnen ze het onschuldige meisje vermoorden, zodat zij niemand meer verdacht kan maken. Tussen haar vingers zien mag omdat het anders te makkelijk is voor de weerwolven. De persoon mag de ogen niet wijd open doen.
BurgemeesterVoor overdag kan er door "verkiezingen" een burgemeester gekozen worden. Hij zal het gesprek leiden. De burgemeester krijgt een extra stem, en als de stemmen op wie dood moet 50-50 zijn, dan zijn de twee stemmen van de burgemeester doorslaggevend. Dit kan ervoor zorgen dat er niet eindeloos geargumenteerd wordt. Als de burgemeester vermoord wordt, kan hij, terwijl hij zijn laatste ademtocht uitblaast, nog een opvolger benoemen.
DiefAls de dief in het spel zit, moet de spelleider twee extra gewone-burgerkaarten toevoegen. De dief wordt de eerste nacht als eerst opgeroepen en krijgt de kans om één kaart te kiezen van de overgebleven twee. Als deze twee kaarten allebei weerwolven zijn, moet de dief een weerwolf kiezen. De rol die de dief kiest, behoudt hij voor het hele spel.

### Extra rollen
Middels uitbreidingssets (onder andere 'Volle maan' en 'Het Dorp') zijn er diverse andere rollen te spelen.

## Informatie
- Voor 8-18 spelers, bij uitbreidingen 9-47 (het pact) 6-18 (volle maan) 8-18 (karakters)
- Voor 10 jaar en ouder
- Spelduur: ±45 minuten

Afhankelijk van het aantal spelers of hun begrip van het spel kunnen sommige rollen weggelaten worden.

## Vertalingen
Het spel is in verschillende talen uitgebracht:
- Nederlands, door 999 Games (De Weerwolven van Wakkerdam)
- Frans, door Lui-Même Games (Les Loups-Garou de Thiercelieux)
- Duits, door Pro Ludo (Die Werwölfe von Düsterwald)
- Engels, door Asmodee Editions (The Werewolves of Miller's Hollow)
- Italiaans, door daVinci Games (Lupus in Tabula)
- Spaans, door Cromola (Los Hombres Lobo de Castronegro)

## In andere media

### Televisie
Vanaf 13 maart 2021 wordt op RTL 4 het programma "De Verraders" uitgezonden, dat mede is gebaseerd op het spel Weerwolven van Wakkerdam. In dit programma moeten drie "verraders" tijdens een verblijf in een kasteel proberen de andere deelnemers, de "getrouwen" te "vermoorden". Dit doen zij 's nachts, op het moment dat iedereen slaapt. De "getrouwen" moeten op hun beurt proberen de "verraders" weg te stemmen door deelnemers te "verbannen" waarvan ze denken dat ze de "verraders" zijn. Ondertussen voeren de deelnemers missies uit om zilverstaven te verdienen.
Ook in Vlaanderen werd een versie van "De Verraders" gemaakt, die vanaf 7 februari 2022 te zien is op VTM.

### Film
In oktober verscheen op Netflix de film Loups-Garoux die gebaseerd is op het spel. In deze film komt een gezin bij het spelen van een mysterieus kaartspel in een middeleeuws dorpje en moeten zij daar Weerwolven zien te ontmaskeren om weer terug te kunnen keren naar hun eigen tijd.

### Online games
Weerwolven van Wakkerdam kan ook online worden gespeeld onder de naam "Wolvesville". De game werkt met hetzelfde systeem en biedt ook andere nieuwe rollen. De game "Town of Salem" werkt ook met hetzelfde systeem, waarbij de dorpelingen de maffia (standaard 3 personen), een seriemoordenaar, een zot of beul (en in andere spelmodi nog meer) tegen moeten gaan.
Daarnaast kan het spel ook online gespeeld worden via fora of chatprogramma's. Hierbij wordt soms met zelfbedachte thema's en rollen gewerkt.
De game "Among Us" biedt een soortgelijk systeem, waarbij een groep astronauten na een moord (door bedriegers aan boord) leden van de groep moeten wegstemmen totdat alle bedriegers uitgeschakeld zijn.